# František Vítek (loutkář)
František Vítek (* 14. září 1929 Brno) je český řezbář, loutkář a loutkoherec, manžel Věry Říčařové.

## Působení
V letech 1955–1958 působil v Krajském loutkovém divadle Radost (Brno) a v letech 1958–1981 ve Východočeském loutkovém divadle (Hradec Králové).

## Dílo
František Vítek a Věra Říčařová jsou spoluautory loutkohry Piškanderdulá s podtitulem Josefe!

## Ocenění
Spolu se svou ženou je laureátem Ceny Thálie 2016 za celoživotní loutkářské mistrovství.